# Karolina Dean
Karolina Dean, também brevemente conhecida como Lucy in the Sky, é uma personagem fictícia, uma super-heroína que aparece nas revistas em quadrinhos americanas publicadas pela Marvel Comics. Sua primeira aparição foi em Fugitivos #1 (Julho de 2003). Como todos os membros dos Fugitivos originais, ela é filha de vilões malignos com habilidades especiais; ao procurar a casa de seus pais, Karolina descobre inadvertidamente que seus pais eram invasores Majesdanianos, uma raça alienígena. Muitas vezes, ela é chamada de "Kar" ou "K", e é conhecida por seu espírito livre e natureza gentil.
O criador de Fugitivos, Brian K. Vaughan, desempenhou um papel importante no subsequente desenvolvimento da personagem, assim como o artista Adrian Alphona, que passaram a maior parte do primeiro volume da série sugerindo que Karolina estava atraída romanticamente pela sua amiga Nico Minoru.
A personagem é interpretada por Virginia Gardner na série de televisão do Hulu, Runaways.

## Publicação
Karolina Dean foi criada pelo escritor Brian K. Vaughan e pelo artista Adrian Alphona, e a sua primeira aparição foi em Fugitivos #1 (Julho de 2003). Na ideia original de Brian K. Vaughan para a série, Karolina Dean foi originalmente chamada de Leslie. Este nome seria eventualmente dado à mãe da personagem. Seus pais seriam originalmente agentes imobiliários, ao invés de atores famosos. Os pais de Molly Hayes seriam famosos, mas foram redesenhados como médicos.
A forma majesdana de Karolina foi colorida em dois estilos distintos. Brian Reber, o primeiro colorista de Fugitivos, coloriu Karolina com muitas cores diferentes do espectro visível de painel para painel. Christina Strain, a segunda colorista de Fugitivos, coloriu Karolina em tons mais leves, usando principalmente azul, amarelo e rosa com um efeito semelhante ao brilho.

## Biografia ficcional da personagem
Karolina Dean é filha de renomados atores de Hollywood, Frank e Leslie Dean, e é a única Fugitiva mais velha que não testemunhou seus pais assassinando uma garota inocente em sacrifício. Karolina nega toda a situação principalmente, mas finalmente acredita no grupo logo depois de descobrir que ela é uma alienígena. As crianças decidem sair de casa; antes de partir para sempre, eles decidem colocar seus pais à justiça, coletando certas evidências de suas casas. Chegando na Mansão Dean, eles encontram um testamento dos pais de Karolina; Karolina recebe um pedaço de papel com a circular "sem símbolo" cobrindo o Caduceu. Alex convence ela a remover sua pulseira de alerta médico porque está estampada com o símbolo. Karolina, com raiva, concede, pensando que ela só usa o bracelete porque é alérgica à penicilina, e sua pele brilha imediatamente com uma luz fluida semelhante ao arco-íris. Lembrando-se de algo que ouviram do sacrifício do Orgulho, o grupo supõe que Karolina é uma alienígena e que a pulseira é uma âncora para esconder seus poderes; Leslie Dean depois confirma essas teorias para Karolina. Depois de escapar de seus pais, Karolina leva o nome de Lucy in the Sky, uma referência à música de mesmo nome.

## Em outras mídias

### Televisão
Karolina Dean aparece na série de televisão do Hulu, Runaways, intepretada por Virginia Gardner.

### Jogos eletrônicos
Karolina Dean apareceu como uma personagem jogável no jogo eletrônico da Playdom, Marvel: Avengers Alliance.